# Bnei Brak

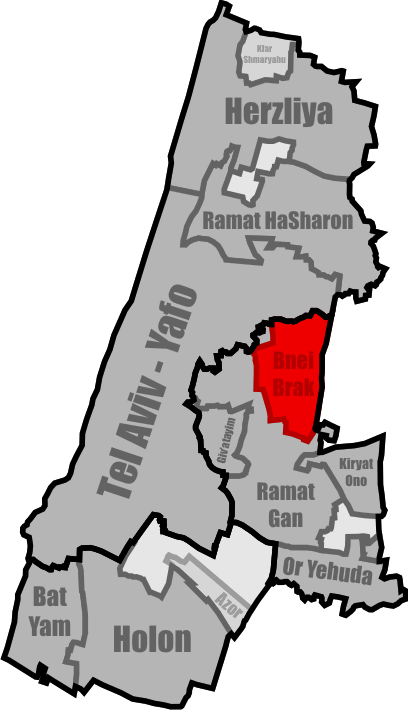
Vị trí của Bnei Brak trong quận Tel Aviv

Bnei Brak (tiếng Do Thái: בני ברק) là một thành phố ở đồng bằng duyên hải của Israel. Thành phố Bnei Brak thuộc quận Tel Aviv. Thành phố Bnei Brak có diện tích 7,09 km2, dân số là 154.400 người (cuối năm 2009). Bnei Brak là một trong các thành phố có mật độ dân cư cao và nghèo nhất ở Israel..

## Thành phố kết nghĩa
Jerusalem là thành phố kết nghĩa với:
- Brooklyn, New York, Hoa Kỳ
- Lakewood, New Jersey, Hoa Kỳ